# Портела (Віла-Нова-де-Фамілікан)
Портела (порт. Portela; МФА: [puɾ.ˈte.ɫɐ]) — парафія в Португалії, у муніципалітеті Віла-Нова-де-Фамалікан. Розташована в північно-західній частині країни, на теренах історичної португальської провінції Дору-Міню. Входить до складу округу Брага. За адміністративним поділом, чинним до 1976 року, терени парафії були складовою провінції Міню. Належить до Бразької архідіоцезії Католицької церкви. Патрон — свята Марина. Площа — 2,6673 км². Населення — 585 ос. (2011). Слабо урбанізований регіон. Густота населення — 219,32 осіб/км²
. Код — 031231.

## Населення
| Кількість мешканців | Кількість мешканців | Кількість мешканців | Кількість мешканців | Кількість мешканців | Кількість мешканців | Кількість мешканців | Кількість мешканців | Кількість мешканців | Кількість мешканців | Кількість мешканців | Кількість мешканців | Кількість мешканців | Кількість мешканців | Кількість мешканців |
| ------------------- | ------------------- | ------------------- | ------------------- | ------------------- | ------------------- | ------------------- | ------------------- | ------------------- | ------------------- | ------------------- | ------------------- | ------------------- | ------------------- | ------------------- |
| 1864                | 1878                | 1890                | 1900                | 1911                | 1920                | 1930                | 1940                | 1950                | 1960                | 1970                | 1981                | 1991                | 2001                | 2011                |
| 240                 | 261                 | 239                 | 241                 | 240                 | 258                 | 269                 | 303                 | 315                 | 332                 | 396                 | 518                 | 584                 | 635                 | 585                 |